# ميل هاردر
ميل هاردر (بالإنجليزية: Mel Harder)‏ هو لاعب كرة قاعدة أمريكي، ولد في 15 أكتوبر 1909 في بيمر في الولايات المتحدة، وتوفي في 20 أكتوبر 2002 في تشاردن في الولايات المتحدة.

## وصلات خارجية
- ميل هاردر على موقع دوري كرة القاعدة الرئيسي (الإنجليزية)
- ميل هاردر على موقعبيزبول رفرنس.كوم (الدوري الرئيسي) (الإنجليزية)
- ميل هاردر على موقعبيزبول رفرنس.كوم (الدوري الثانوي) (الإنجليزية)
- ميل هاردر على موقع جمعية أبحاث البيسبول الأمريكية (الإنجليزية)